# ADULT VIRUS

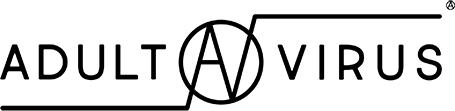
TM logo

ADULT VIRUS®️ (アダルトウイルス、略称: AV) は、日本のパンクファッションブランド、古着屋。またはゲームタイトル。
2017年商標。デザイナーは不明。

## 概要
ブティックには、ヴィンテージの宗教画、80年代のアイドル、90年代のアニメ、ゲームのポスターが飾られた、カオスな空間となっている。オリジナルのグラフィックTシャツやリメイクの他に、デザインのインスパイアであろう、日本のアニメやゲーム関連の古着を、設立当初から数多く取り扱っていたが、世間のオタクビジネスに萎縮し、レア物に関しては、本当に作品を愛する人の手に渡るよう配慮しているらしい。2021年頃から異界案内人を称し、3DのアバターやCGを多用し、instagramのストーリー上で、選択肢をフォロワーに委ね、それが新作に反映するといったゲーム性が齎された。裏メニューとして、衣装、スタイリング、アートワーク、グッズデザイン、動画製作までの一貫したOEMも行なっている。

## 名称
ブランド名は、無政府主義マークに、電子機器に用いられるAVケーブルを接続している。
バイオハザートやエロビデオゲームの影響も感じられる。

## 歴史
2015年、東京の下北沢を中心に活動をスタート。2018年、幾多のポップアップストアを経て、アトリエ兼ヴィンテージブティックを開店するが、奇しくも直ぐにコロナウイルスの蔓延により、休業を余儀なくされる。その頃からアポイント制が増え、営業時間も不定となる。